# チキン (スラング)
チキン（英: chicken）とは、臆病者のことを蔑んで言うスラングであり、主にアメリカ合衆国で用いられる。「チキン野郎」とも言われることがあるが、同義である。

## 概要
日本語の「腰抜け」「臆病者」「弱腰」に相当する。チキンの由来は、寒いときや何か恐怖を感じたとき、ヒトの皮膚は体温を維持するために鳥肌がたつ。このときの様態がニワトリの羽根をむしった状態と同様であることや、鳥類が周囲に気を配りキョロキョロしていることなどから、四六時中まわりの目を気にして動向を伺うことで自らの安寧を保とうとする臆病者として表現される。
両拳を胸の前に置いた姿勢で肘を上下させ、ニワトリの口真似をするジェスチャーで表現されることもあり、侮辱的な意味で用いられる。
ただし、実際のニワトリは闘鶏に用いられることからもわかるように、比較的好戦的な動物である。

## チキンの用例
- チキンホーク - タカ派的な言動傾向を有する徴兵忌避者のこと。
- チキン利食い - FXや株式などの投資で、少しでも含み利益が出ている状態において、利益が減らないかマイナスにならないか不安にかられ、当初の意図に反して思わず利益確定（ポジション・クローズ）をしてしまうこと。
- チキンゲーム（チキンレース） - 度胸試しのためのゲームを指す言葉。転じて、ゲーム理論では、いずれかのプレイヤーが譲らなければ双方が破局に至るモデルを指す。
- チキンPK - オンラインゲームにおいて、低レベルの初心者などレベル差ゆえに反撃不可能なプレイヤーに狙いを絞った俗に「初心者狩り」と呼ばれるプレイヤー・キル（PK）行為や、あるいはPKするにおいてFPKやMPKなど自分にPKのペナルティが掛からない手段を好んで行うプレイヤーを蔑んだ表現。
- バック・トゥ・ザ・フューチャー - 主人公一族の欠点として、「チキン（日本語版では『腰抜け』）」と言われると相手の挑発にのってしまうというエピソードが物語の重要な場面に描かれている。

## 同性愛スラング
チキンは英語圏の男性のゲイ（同性愛者）のスラングとして、若くて同性愛経験の未熟な男性のゲイを指す言葉として用いられる。